# فلیسیتی وارد
فلیسیتی وارد (انگلیسی: Felicity Ward؛ زادهٔ ۲۵ سپتامبر ۱۹۸۰) کمدین اهل استرالیا است.